# Gegenvorstellung
Die Gegenvorstellung ist ein formloser Rechtsbehelf in Deutschland, der aber vor höheren Gerichten dem dort üblichen Anwaltszwang unterliegt. Die Gegenvorstellung wendet sich an die Behörde, die einen zu beanstandenden Verwaltungsakt erlassen, eine Entscheidung getroffen oder ein Handeln veranlasst hat mit dem Ziel, den Verwaltungsakt / die Entscheidung / die Handlung nochmals auf Rechtmäßigkeit und Zweckmäßigkeit zu überprüfen. Sie kann grundsätzlich gegen jedes Tun oder Unterlassen einer Behörde erhoben werden.
Die Gegenvorstellung setzt weder eine Beschwer (Beeinträchtigung eigener Rechte) voraus noch überhaupt die Behauptung einer Rechtsverletzung durch die angegriffene Maßnahme. Mit ihr kann also insbesondere auch geltend gemacht werden, dass ein anderes Handeln zweckmäßiger wäre. Die Gegenvorstellung ist Ausfluss des Petitionsrechts, woraus folgt, dass es keinen Anspruch auf eine neue Sachentscheidung gibt, nur den Anspruch auf Beantwortung, sofern die Gegenvorstellung nicht als rechtsmissbräuchlich eingestuft wird. Dies kann vor allem bei wiederholtem Einlegen der Fall sein. Es ist auch möglich, sich mit einer Gegenvorstellung an die übergeordnete Behörde zu wenden, dies wird dann jedoch als Aufsichtsbeschwerde behandelt.
Auch besteht die Möglichkeit, Gegenvorstellung einzureichen gegen Entscheidungen des Gerichts, jedoch nur dann, wenn das Gericht nach der Verfahrensordnung zu einer Änderung der gerichtlichen Entscheidung befugt ist. 
Der Gegenvorstellung ähnelt die Anhörungsrüge. Diese richtet sich ebenfalls an die gleiche Instanz, die bereits einmal in der Sache entschieden hat. Im Unterschied zur Gegenvorstellung ist die Anhörungsrüge gesetzlich geregelt. Der Anwendungsbereich der Gegenvorstellung ist im Vergleich zur Anhörungsrüge nicht auf die Verletzung des rechtlichen Gehörs in einem Gerichtsverfahren beschränkt. So kann sich die Gegenvorstellung auch an Behörden wenden und Einwände jeder Art vorbringen, auch solche nicht rechtlicher Natur.  
Die Gegenvorstellung ist grundsätzlich nicht an eine Einlegungsfrist gebunden. Allerdings ist sie analog zur Anhörungsrüge fristgebunden (analoge Anwendung des § 321a Abs. 2 ZPO im Zivilverfahren bzw. des § 356a StPO im Strafprozess), wenn sie sich gegen eine gegen ein Verfahrensgrundrecht verstoßende gerichtliche Entscheidung richtet. Wenn es um den Streitwert geht, ist die Gegenvorstellung an die analoge sechsmonatige Frist des Gerichtskostengesetzes gebunden (analoge Geltung von §§ 68 Abs. 1 S. 3, 63 Abs. 3 S. 2 GKG).
Das Wort Remonstration, das früher gleichbedeutend mit Gegenvorstellung gebraucht wurde, wird in der modernen Rechtssprache für den förmlichen Einwand eines Beamten gegen eine dienstliche Weisung verwendet.
Die Entscheidung über Gegenvorstellung setzt keine neue Frist zur Einlegung einer Verfassungsbeschwerde in Lauf.